# Baixos de Calbinyà
Bajos de Calbiña (en catalán, y oficialmente, Baixos de Calbinyà) es un núcleo de población del municipio de Valles del Valira. Este núcleo se formó por influencia y proximidad a Seo de Urgel, en forma de nuevas barriada, que en parte pertenecen a la Seo y a Valles del Valira. Actualmente tiene 198 habitantes.